# Taken by Cars
Taken by Cars (abreviado también como TbC), es una banda musical de indie rock de Filipinas formada en 1998, aunque también describe otros géneros como el electro rock, shoegaze y el new wave. La banda comenzó a grabar bajo el sello de Warner Music Filipinas.

## Músicos
- Sarah Marco
- Isa Garcia
- Bryce Zialcita
- Siopao Chua
- Bryan Kong

### Miembros anteriores
- Benny Yap

## Discografía
| Año  | Título del Álbum      | Sello                                        |
| ---- | --------------------- | -------------------------------------------- |
| 2008 | Endings of a New Kind | Party Bear Records, Warner Music Philippines |
| 2011 | Dualist               | Party Bear Records                           |

| Año  | Título del sencillo                       | Álbum                       |
| ---- | ----------------------------------------- | --------------------------- |
| 2007 | "A Weeknight Memoir (In High Definition)" | Demo/ Endings of a New Kind |
| 2008 | "Uh Oh"                                   | Endings of a New Kind       |
| 2008 | "December 2 Chapter VII"                  | Endings of a New Kind       |
| 2008 | "Shapeshifter"                            | Endings of a New Kind       |
| 2009 | "Neon Brights"                            | Endings of a New Kind       |

| Año  | Video musical            | Director         |
| ---- | ------------------------ | ---------------- |
| 2008 | "Uh Oh"                  | Nico Puertollano |
| 2008 | "Uh Oh It's Electro"     | Pancho Esguerra  |
| 2008 | "December 2 Chapter VII" | Pancho Esguerra  |
| 2008 | "Shapeshifter"           | Quark Henares    |
| 2009 | "Neon Brights"           | Wincy Ong        |